# Everlasting Tour
Everlasting Tour es la primera gira mundial realizada por la banda de k-pop Everglow.
El 24 de enero de 2020, Yue Hua Entertainment reveló que el grupo realizaría su primera gira mundial. Comenzó con su tramo estadounidense, a partir del 6 de marzo.
El 12 de marzo de 2020, MyMusicTaste anunció que el programa de Los Ángeles había sido cancelado debido a las recomendaciones del gobierno de California a la luz del COVID-19.

## Lista de canciones

#### Main set
- "Bon Bon Chocolat"
- "Hush"
- "Moon"
- "D+1"
- "No Lie"
- "Player"
- "Poker Face" (Lady Gaga cover) (E:U, Sihyeon, & Aisha)
- "Crazy in Love" (Beyoncé cover) (Mia, Onda, & Yiren)
- Single Ladies (Beyoncé cover)
- "Uptown Funk" (Bruno Mars cover)
- "Dun Dun"
- "Salute"
- "Adios"

#### Encore
- "TT" (TWICE cover)
- "DDU-DU DDU-DU" (BLACKPINK cover)
- "Love Shot" (EXO cover)
- "Idol" (BTS cover)
- "You Don't Know Me"

## Fechas
| Fecha               | Ciudad        | País           | Lugar                 | Asistencia    |
| Norte América       | Norte América | Norte América  | Norte América         | Norte América |
| ------------------- | ------------- | -------------- | --------------------- | ------------- |
| 6 de marzo de 2020  | Dallas        | Estados Unidos | South Side Music Hall |               |
| 8 de marzo de 2020  | Atlanta       | Estados Unidos | Center Stage          |               |
| 11 de marzo de 2020 | Chicago       | Estados Unidos | Vic Theatre           |               |
| 13 de marzo de 2020 | Jersey City   | Estados Unidos | White Eagle Hall      |               |

### Shows cancelados
| Fecha               | Ciudad        | País           | Lugar         | Razón             |
| Norte América       | Norte América | Norte América  | Norte América | Norte América     |
| ------------------- | ------------- | -------------- | ------------- | ----------------- |
| 15 de marzo de 2020 | Los Ángeles   | Estados Unidos | Fonda Theatre | Brote de COVID-19 |